# 誠鑑
誠鑑(1844年—?)，字一堂，号古农，又号保之，滿洲正黃旗人，清朝政治人物。同進士出身。
同治六年丁卯举人，光緒二年（1876年），參加丙子恩科會試，得貢士第161名。殿試登進士3甲第148名。同年五月（6月3日），經吏部掣簽，授即用知縣。